# Jakub Załucki
Jakub Załucki (ur. 1 sierpnia 1989 w Gdańsku) – polski koszykarz występujący na pozycjach rzucającego obrońcy lub niskiego skrzydłowego.
17 lipca 2017 wraz z bratem zostali zawodnikami MKS-u Dąbrowy Górniczej.
Jego młodszy brat Aleksander jest także zawodowym koszykarzem.

## Osiągnięcia

### Drużynowe
- Mistrz Polski (2009)
- Zdobywca Pucharu Polski PZKosz (2016)[2]
- Awans do I ligi z R8 Basket AZS Politechnika Kraków (2017)[3]

### Indywidualne
- MVP pucharu Polski PZKosz (2016)[2]

### Reprezentacja
- Uczestnik mistrzostw Europy U–20 dywizji B (2008 – 13. miejsce)